# Aeluropus
Aeluropus es un género de plantas de la familia de las poáceas, es originario de la región del Mediterráneo hasta la India. Comprende 75 especies descritas y de estas, solo 5 aceptadas.

## Descripción
Son plantas perennes, con rizoma ramificado y estolones epigeos enraizantes. Inflorescencia en espiga compuesta. Espiguillas comprimidas lateralmente, con 2-8 flores hermafroditas, articuladas con la raquilla. Glumas más cortas que las flores, ligeramente desiguales; la inferior con 1-3 nervios, la superior con 3-5 nervios. Lema escariosa, con 7-9 nervios. Pálea casi tan larga como la lema, con 2 quillas más o menos escábridas. Lodículas 2, bilobadas. Cariopsis no surcada, pardo-rojiza, con embrión de hasta 1/3-1/4 de la longitud total. Hilo puntiforme.

## Taxonomía
El género fue descrito por Carl Bernhard von Trinius y publicado en Fundamenta Agrostographiae 143, pl. 12. 1820. La especie tipo es: Aeluropus laevis Trin.
Etimología
Aeluropus: nombre genérico del griego ailuros (gato) y pous = (pie), de alusión desconocida.

## Especies aceptadas
A continuación se brinda un listado de las especies del género Aeluropus aceptadas hasta abril de 2015, ordenadas alfabéticamente. Para cada una se indica el nombre binomial seguido del autor, abreviado según las convenciones y usos.	
- Aeluropus badghyzi Tzvelev
- Aeluropus lagopoides (L.) Trin. ex Thwaites or
- Aeluropus littoralis (Gouan) Parl.
- Aeluropus macrostachyus Hack.
- Aeluropus pilosus (H.L. Yang) S.L. Chen